# James Lindsay
Pour les articles homonymes, voir James Lindsay (homonymie) et Lindsay.
James Lindsay est un homme politique britannique né le 16 décembre 1906 et mort le 27 août 1997. Membre du Parti conservateur, il représente la circonscription du North Devon à la Chambre des communes de 1955 à 1959.

## Biographie
Il est le fils cadet de David Lindsay (27e comte de Crawford). Son frère aîné, également prénommé David, hérite du titre à la mort de leur père, en 1940. Après avoir étudié au collège d'Eton et au Magdalen College de l'université d'Oxford, James Lindsay combat durant la Seconde Guerre mondiale au sein du Corps royal des fusiliers du Roi.
James Lindsay est élu député du North Devon lors des élections générales de 1955 avec 5 226 voix d'avance sur le candidat du Parti libéral Jeremy Thorpe. Aux élections suivantes, en 1959, la situation s'inverse et Lindsay est battu par Thorpe de 362 voix seulement.